# 中村園枝
中村 園枝（なかむら そのえ、1886年（明治19年）4月1日 - 没年不詳）は、東京府（現東京都）出身の女優。本名は中村てい。

## 経歴
1886年（明治19年）4月1日、中村ていとして東京府に生まれる。
1893年（明治26年）、7歳で初舞台を踏み、1913年（大正2年）よりの連鎖劇を経て浅草の観音劇場に出演した。
1924年（大正13年）に東亜キネマ入社、甲陽撮影所に入所し、「風船玉」（1925年）、「女王蜂」（1928年）などに出演。この頃の代表作として1931年（昭和6年）「母よその名を汚す勿れ」、1932年（昭和7年）「街の標識灯」などがある。
東亜キネマ解散後も活動を続け、宝塚キネマを経てトーキー映画以降「女殺油地獄」などに出演した。
日外アソシエーツ刊「新撰 芸能人物事典 明治～平成」（2010年）によれば、無声映画時代にはふくよかで上品な顔立ちの女優として老け役で活躍し、トーキー映画以降は地味で実直な老婆の役を好演した、と評されている。

## 出演映画
特に明示ない限り、公開日、作品名、配給、役柄の出典は日本映画データベースに従った。
| 公開日         | 作品名                               | 配給       | 役柄           |
| -------------- | ------------------------------------ | ---------- | -------------- |
| 1925年2月6日   | 「荒神山の血煙」                     | 東亜等持院 | その母おふじ   |
| 1925年7月16日  | 「罪に立つ女」                       | 東亜甲陽   |                |
| 1925年9月1日   | 「河童妖行記」                       | 東亜甲陽   | 別荘番の婆     |
| 1925年9月19日  | 「一度起たば」                       | 東亜甲陽   | 其母お倉       |
| 1925年11月23日 | 「風船玉」                           | 東亜甲陽   |                |
| 1926年8月26日  | 「踏切番の女」                       | 東亜甲陽   |                |
| 1927年1月9日   | 「黄金の弾丸」                       | 東亜甲陽   |                |
| 1928年3月1日   | 「二階の勇者」                       | 東亜京都   | 夫人幾子       |
| 1928年4月8日   | 「女王蜂」                           | 東亜京都   |                |
| 1928年5月6日   | 「新版大岡政談 前篇 鈴川源十郎の巻」 | 東亜京都   | お艶の母みさよ |
| 1928年5月31日  | 「新版大岡政談 中篇」                | 東亜京都   | お艶の母みさよ |
| 1928年7月14日  | 「恋文」                             | 東亜京都   |                |
| 1928年7月14日  | 「新版大岡政談 後篇」                | 東亜京都   | お艶の母みさよ |
| 1928年         | 「新生の声」                         | 東亜京都   | 母お兼         |
| 1929年3月14日  | 「哀恋日記」                         | 東亜京都   | お末の母       |
| 1929年7月13日  | 「緋鹿子草紙」                       | 東亜京都   | お由           |
| 1929年7月23日  | 「月形半平太」                       | 東亜京都   | 宗兵衛妻お順   |
| 1930年2月7日   | 「幻の影を追ひて」                   | 東亜京都   |                |
| 1930年5月15日  | 「恋愛結婚制度」                     | 東亜京都   |                |
| 1930年10月9日  | 「九条武子夫人 無憂華」              | 東亜京都   |                |
| 1930年10月31日 | 「八荒流騎隊」                       | 東亜京都   |                |
| 1930年11月15日 | 「鮫鞘無宿」                         | 東亜京都   |                |
| 1930年11月15日 | 「生さぬ仲」                         | 東亜京都   | お貞           |
| 1930年11月22日 | 「若き日の瞳」                       | 東亜京都   |                |
| 1930年         | 「ガソリン娘」                       | 東亜京都   |                |
| 1931年2月11日  | 「踊り子行状記」                     | 東亜京都   | 恩地の母真弓   |
| 1931年4月29日  | 「風流殺法陣」                       | 東亜京都   | 晋之助母       |
| 1931年5月6日   | 「大大阪オンパレード」               | 東亜京都   |                |
| 1931年5月23日  | 「広島行進曲 恋を知る頃」            | 東亜京都   |                |
| 1931年6月6日   | 「彼女はこのまゝ死なしていゝのか」   | 東亜京都   |                |
| 1931年6月6日   | 「弁天小町奴」                       | 東亜京都   |                |
| 1931年12月5日  | 「母よその名を汚す勿れ」             | 東活映画   |                |
| 1932年10月1日  | 「街の標識燈」                       | 東活映画   |                |
| 1932年12月15日 | 「敵討愛慾行」                       | 宝塚キネマ | 母おしも       |
| 1933年1月5日   | 「人類の道」                         | 宝塚キネマ |                |
| 1933年3月8日   | 「白百合の花」                       | 宝塚キネマ |                |
| 1935年8月29日  | 「お嬢お吉」                         | 第一映画   | おさん         |
| 1936年3月19日  | 「初姿出世街道」                     | 松竹太奏   |                |
| 1936年7月31日  | 「女殺油地獄」                       | 千恵プロ   | 母親おさわ     |
| 1937年7月14日  | 「元禄快挙余譚 土屋主税 落花の巻」   | 松竹下加茂 | 杉野の母おさや |
| 1937年8月14日  | 「元禄快挙余譚 土屋主税 雪解篇」     | 松竹下加茂 | 杉野の母おさや |